# Claus Bachor

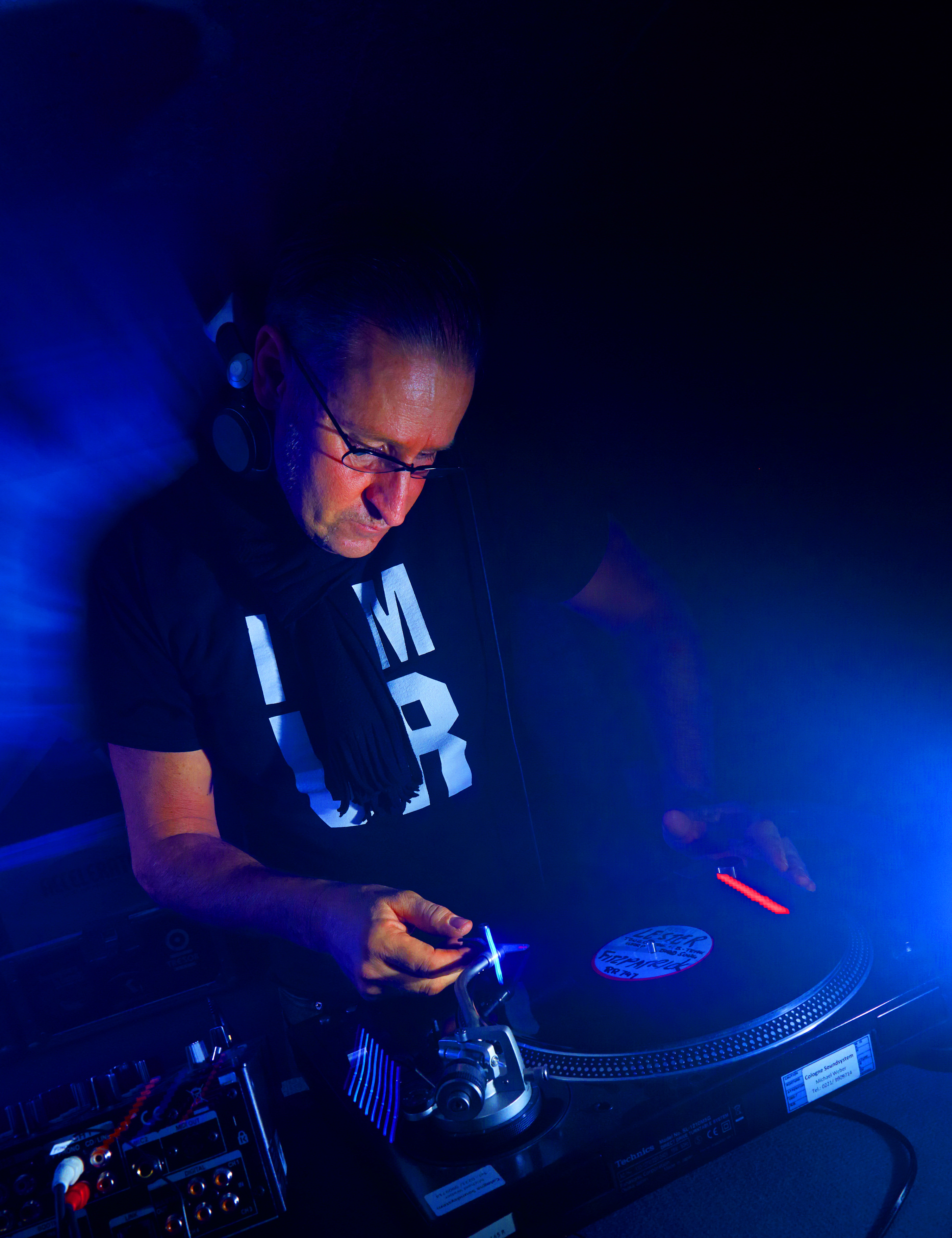
Claus Bachor im Psycho Thrill BNKR Cologne (2014)

Claus Bachor (* 23. Juni 1959) ist ein deutscher DJ, Musiker, Labelbetreiber und Musikjournalist, der als Pionier der deutschen Technoszene gilt.

## Leben
Claus Bachor studierte vor bzw. parallel zu seiner Laufbahn als DJ, Promoter und Musikjournalist Geschichte, Geographie und Latein. Nach seinem Staatsexamen war er zwei Jahre als Volontär / Redakteur beim Deutschen Verkehrsverlag HH / Redaktion Griephan Briefe (Pressehaus 1 Deutscher Bundestag, Bonn) tätig.
Er begann 1976 seine DJ-Karriere als Soul- und Funk-DJ. Ab 1982 war er Gründungsmitglied des Wildstyle Soundsystems und betrieb in Bonn u. a. im Theater der Springmaus von 1984–88 mit dem Dash-Club einen eigenen Programm-Club für Disco, Electro, HNRG, und frühen (Proto-)House Sound. Als Musikjournalist schrieb er erste Texte und Reportagen sowie eine regelmäßige Kolumne für House, Acid und HipHouse für das Magazin Network Press, und wurde nach dessen Namensänderung in CUT Magazine dessen Chef-Redakteur. Ab 1988 legte er mit Roland Casper im Kölner Rave Club auf. Es folgten u. a. weitere Kölner Club Stationen, wie „Elevator“ (Die Halle / Tor2), 42dp, Artheater, Sensor Club sowie seit Auftritte in Clubs wie dem Berliner UFO. 1990 trat er z. B. gemeinsam mit Roland Casper neben Jonzon, Dr. Motte, Tanith und Rok bei der offiziellen Afterparty der ersten Berliner Loveparade im UFO auf.
Ab Oktober 1991 betrieb er im Bonner Ballhaus den Mittwochs-Club Psycho Thrill, den er als direkten Gegenentwurf zur kommerziellen Techno-Szene mit einem strikten Underground-Konzept versteht. Gast-DJs waren u. a. Jeff Mills, Mitglieder der Underground Resistance DJ-Assault-Squad wie Suburban Knight, DJ Skurge und Mark Flash oder Chicago-Sound Protagonisten wie Felix da Housecat. 1999 gründete Bachor außerdem sein Tonträger-Label Psycho Thrill Recordings, aus dem später die Sublabel Authentic Music, Degu Technique Recordings und Sky’s Ablaze Records hervorgingen. Ab Mitte der 1990er Jahre kamen dazu auch erste eigene Veröffentlichungen unter eigenem Namen sowie z. B. unter dem Projektnamen R.B.R., die gemeinsam mit Marco Repetto und Stefan Riesen entstanden. In der Folge wirkte er weiterhin als Chefredakteur des CUT-Magazine, als Autor für Zeitschriften wie Raveline, Beam Me Up und Herausgeber des Trendmagazins d2000 (1996–2003). Daneben hatte Bachor beim Technoradio Evosonic mit Housemeister und beim Internetradio Cosmium Radio mit SpyInTheHouse jeweils eine eigene Sendung., die heute u. a. ihre Fortsetzung beim Kölner Web-Radio 674FM und auf der gleichnamigen Website findet.

## Diskografie (Auswahl)
- 1994: R.B.R. – Do It Fluid ! - EP (Essex Records)
- 1995: R.B.R. – 1-3-2 Tracks (Essex Records)
- 1997: Claus Bachor – Dark Room Vol. 1 (Shokoy)
- 1995: R.B.R. – Electrodog (Psycho Thrill Recordings)
- 2003: Claus Bachor - „Wet Job _ Original Mix“ (Groovezeugtraeger Records)
- 2006: Claus Bachor – Wet Job _ Mixes (Psycho Thrill Recordings)
- 2010: Claus Bachor – Greencard - Remix Interpretations (Authentic Music Recordings)
- 2010: Claus Bachor – Greencard - Detroit Thread Remixes (Sky’s Ablazed Recordings)
- 2011: Claus Bachor – Deep Down Inside (Psycho Thrill Recordings)
- 2011: Blast From The Past – Twilite Clone (Blast From The Past / Psycho Thrill Recordings)
- 2013: God Of The Machine / Boozter – Look At The Earthling / Raw Edits (Psycho Thrill Recordings, Xplor Music)
- 2013: Claus Bachor – Deep Down Inside Mixes (Psycho Thrill Xtra)  2017: Claus Bachor - Prostitutes (Mo'Bass2016 edit / Psycho Thrill Xtra)